# Pristimantis mindo
Pristimantis mindo es una especie de anfibio anuro de la familia Craugastoridae.

## Distribución geográfica
Esta especie es endémica de Ecuador. Se encuentra entre los 1243 y 1790 m sobre el nivel del mar (00.02470 S, 78.75909 W).

## Publicación original
- Arteaga-Navarro, Yánez-Muñoz & Guayasamin, 2013: A new frog of the Pristimantis lacrimosus group (Anura: Craugastoridae) from the montane forests of northwestern Ecuador. The Amphibians and Reptiles of Mindo; Life in the cloudforest, Universidad Tecnológica Indoamerica, Quito, p. 1-250.[3]